# Colliers Classic 2006
La Colliers Classic 2006, decima edizione della corsa, valida come evento dell'UCI Europe Tour 2006 categoria 1.1, si svolse il 30 aprile 2006 su un percorso totale di circa 199,5 km. Fu vinto dal belga Erwin Thijs, che terminò la gara in 4h41'21".
Alla partenza erano presenti 114 ciclisti dei quali 61 portarono a termine il percorso.

## Ordine d'arrivo (Top 10)
| Pos. | Corridore            | Squadra       | Tempo    |
| ---- | -------------------- | ------------- | -------- |
| 1    | Erwin Thijs          | Unibet.com    | 4h41'21" |
| 2    | Edvald Boasson Hagen | Maxbo Bianchi | a 1"     |
| 3    | Niki Terpstra        | Ubbink        | a 19"    |
| 4    | Zdnek Mlynar         | Sparta Praha  | a 21"    |
| 5    | Jacob Moe Rasmussen  | Team GLS      | s.t.     |
| 6    | Sérgio Ribeiro       | Barbot-Halcon | s.t.     |
| 7    | Gabriel Rasch        | Maxbo Bianchi | s.t.     |
| 8    | Aart Vierhouten      | Skil-Shimano  | s.t.     |
| 9    | Jeremy Hunt          | Unibet.com    | s.t.     |
| 10   | Wolfram Wiese        | Regiostrom    | s.t.     |